# Cannabis medicinal

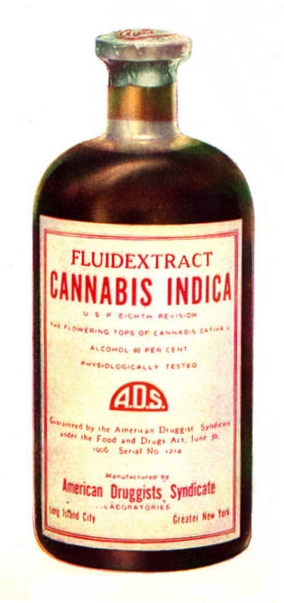
Extracto fluido de Cannabis indica, Sindicato Americano de Boticarios, antes de 1837.

Cannabis medicinal se refiere al uso de los productos, preparados, o principios activos de la planta Cannabis sativa L. como terapia para tratar algunas enfermedades o aliviar determinados síntomas. Los principios activos de la planta se llaman cannabinoides, entre ellos el dronabinol (la denominación común internacional de delta-9-tetrahidrocannabinol o THC), y el cannabidiol (o CBD, la denominación común internacional de (–)-cannabidiol).
La mayoría de los productos medicinales del Cannabis se derivan de las sumidades florecidas o fructíferas del cáñamo, que es una planta anual herbácea. No obstante, existen muchos usos de las raíces del Cannabis en medicina tradicional, y la semilla de Cannabis (cañamón) sigue presente a día de hoy en las farmacopeas oficiales de China y Japón. Son varios los nombres por los que se conoce al Cannabis sativa o sus productos: cáñamo, hashish, charas, bhang, ganja, dagga y marihuana, entre otros.
El comienzo del uso de C. sativa se remonta miles de años atrás, y ha sido utilizado por muchas culturas. En los años 1930, el Cannabis estaba presente de una forma u otra en decenas de farmacopeas, entre cuales las de España y México. Actualmente se está revisando su utilidad, y hay argumentos tanto a favor como en contra de su uso medicinal. Entre los detractores están la Asociación Médica Estadounidense, la Sociedad Americana de Medicina de la Adicción, que han presentado argumentos en contra de su uso para fines médicos. En 1991, la Organización Mundial de la Salud reconoció los beneficios del dronabinol (THC natural o sintético) en medicina, y en 2019, reconoció el interés médico de la planta de Cannabis y sus derivados. El 2 de diciembre de 2020, la Organización de las Naciones Unidas sacó las sumidades floridas o fructíferas de Cannabis y su resina de la Lista IV de la Convención Única sobre Estupefacientes de 1961, reconociendo a su turno su utilidad médica, y permitiendo su normalización en los sistemas de salud.

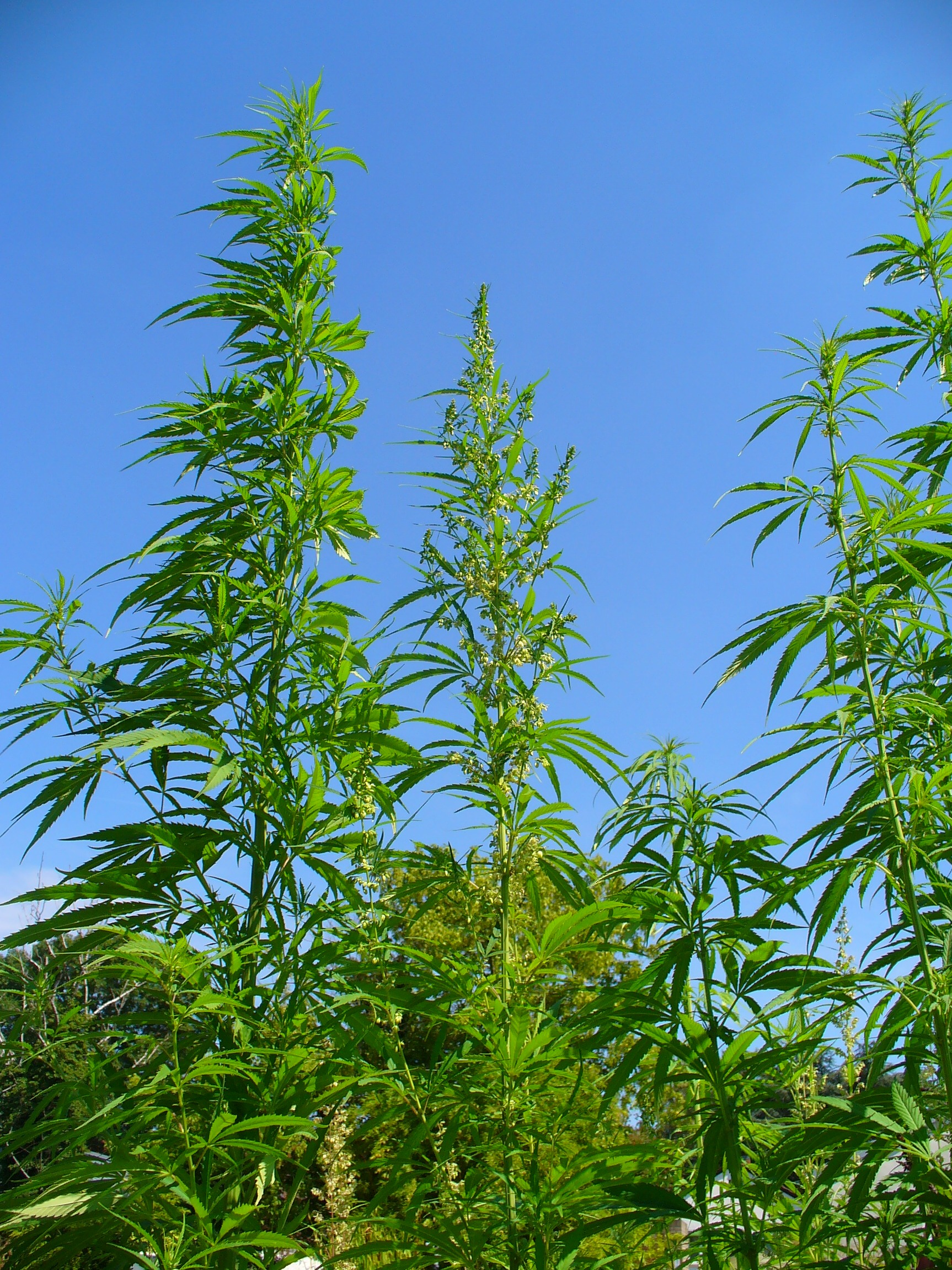
Una planta de Cannabis sativa

El cannabis medicinal ha sido utilizado para reducir la inapetencia, las náuseas y los vómitos producidos por la quimioterapia, así como para tratar dolores en las cavidades auditivas incluso el dolor y la espasticidad muscular en personas con VIH/SIDA; su uso para otras aplicaciones médicas ha sido estudiado, pero aún no hay información suficiente para dar conclusiones acerca de la seguridad y eficacia de su uso. El uso a corto plazo incrementa los efectos adversos mínimos, sin embargo no incrementa sus efectos adversos mayores. Los efectos a largo plazo del cannabis no están completamente claros. Existe preocupación con respecto al bienestar de sus consumidores; incluyendo problemas cognitivos o de memoria, el riesgo de crear dependencia y el riesgo de que los niños lo consuman por accidente.
El Cannabis medicinal se puede administrar utilizando diversos métodos incluyendo comidas de cannabis, vaporizadores, fumándolo, tomando cápsulas, por vía tópica, o utilizando aerosoles orales. Los cannabinoides sintéticos están disponibles como medicamentos recetados en algunos países, por ejemplo: THC sintético (disponible en Estados Unidos y Canadá) o Nabilone (disponible en Estados Unidos, Canadá, México y Reino Unido). El uso recreativo del cannabis es ilegal en la mayor parte del mundo, sin embargo, su uso médico es legal en algunos países, incluyendo  Argentina, Austria, Canadá, Chile, Colombia, República Checa, Finlandia, Alemania, Israel, Italia, Uruguay, Países Bajos, Portugal y Ecuador. En Estados Unidos, la ley federal prohíbe completamente el uso de la marihuana, mientras que en veinte estados y el Distrito de Columbia en los Estados Unidos, ya no procesan a las personas por el hecho de poseer o vender marihuana, siempre y cuando sigan las regulaciones de venta de marihuana dentro del estado.

## Beneficios terapéuticos de la marihuana
La marihuana, también conocida como hierba buena , se utiliza con fines medicinales para tratar una serie de padecimientos, incluido el cáncer. La marihuana y sus componentes químicos activos, como el THC (delta‐9‐tetrahidrocannabinol) y el CBD (cannabidiol) contienen muchas propiedades que pueden beneficiar a pacientes con cáncer. Se sabe poco sobre cómo la marihuana interactúa con otros medicamentos comúnmente recetados. Las personas interesadas en las terapias de la marihuana deben consultar a un profesional de la salud antes de usar la marihuana para tratar los síntomas de cualquier enfermedad. 
Una serie de estudios de investigación médica revisada por NORML.org han demostrado que la marihuana tiene propiedades anti-cancerígenas. Los efectos de la marihuana como un agente anti-tumoral son particularmente evidentes en los glioblastomas. Los gliomas o glioblastomas son una forma rara pero muy agresiva de cáncer de cerebro (tumor cerebral) que habitualmente se traduce en la muerte del paciente en los dos años posteriores al inicio. NORML.org revisó los estudios que muestran que la marihuana puede reducir el tamaño del tumor en pacientes con glioma. NORML.org también cita una serie de estudios que demuestran efectos anti-tumorales de la marihuana en un varios tipos de cáncer, incluido el cáncer de mama, el cáncer de próstata, el cáncer de colon, el cáncer de pulmón, el cáncer de cuello uterino y otros. Otros estudios revisados por NORML.org muestran que, cuando se usa en combinación con ciertas quimioterapias, la marihuana puede aumentar la eficacia de los fármacos contra el cáncer.
Un estudio efectuado en 2015 por la Universidad de Colorado demostró la eficacia del cannabis para tratar migrañas, consiguiendo un 85% de casos en los que la frecuencia de éstas se redujo drásticamente.
Como se comentó anteriormente, el principio activo (delta-9-THC) del Cannabis produce su efecto farmacológico principalmente sobre el Sistema Nervioso Central y el sistema cardiovascular  del ser humano.

## Inconvenientes de la marihuana medicinal
Según la página MedlinePlus, producida por la Biblioteca Nacional de Medicina de los Estados Unidos, el uso de la marihuana medicinal puede ocasionar diversos efectos adversos como palpitaciones cardíacas rápidas (taquicardia) o irregulares (arritmia), mareos, somnolencia,  desorientación, euforia, pérdidas de memoria a corto plazo, dificultad en la concentración, confusión, reducción o incremento de la ansiedad, además de otras inquietudes relacionadas con su consumo tales como irritación pulmonar y el desarrollo de una adicción a la marihuana. MedlinePlus recomienda que las mujeres embarazadas y las personas con problemas cardíacos o con antecedentes de psicosis eviten su empleo.
Un estudio publicado en la revista Epilepsia y Comportamiento, efectuado en el Children's Hospital Colorado, encontró que los aceites elaborados artesanalmente con alto contenido en CBD no redujeron de forma significativa los ataques de epilepsia en la mayoría de los pacientes, y en aquellos niños cuyos padres reportaron mejoras, estas no se vieron reflejadas en los electroencefalogramas (EEG), asimismo, en el 13% de los casos las convulsiones se agravaron con el empleo de dicho aceite.
El síndrome de hiperemesis canabinoide es una entidad clínica que afecta a consumidores crónicos de cannabis y se caracteriza por episodios cíclicos de vómitos incoercibles acompañados por baños en agua caliente compulsivos, que solo se cura mediante la abstinencia.

## Legalización por países

### En México

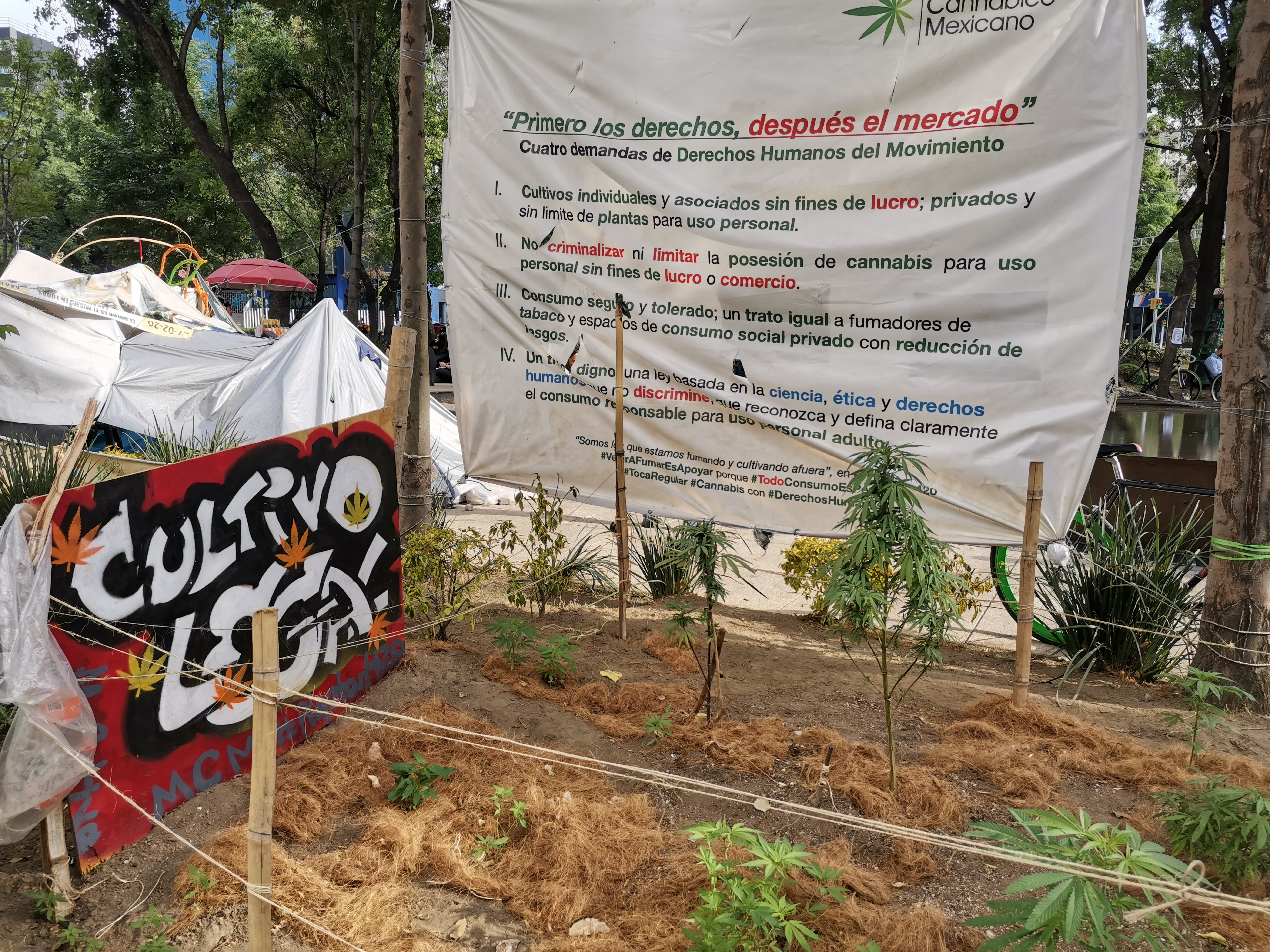
Cultivo de cannabis frente al Senado de México como manifestación en pro de la legalización de todos los usos del cannabis.

Los defensores de la legalización dicen que es responsabilidad de cada individuo usarla, y a su vez los detractores dicen que aumentaría su consumo y que causa daños al organismo del ser humano. 
En la Ciudad de México, el pasado 4 de noviembre de 2015, con cuatro votos a favor y uno en contra, la Primera Sala de la SCJN (Suprema Corte de Justicia de la Nación) resolvió la sentencia en la que se beneficia a cuatro personas y que tiene como efecto que se les otorgue la autorización que solicitaron a la COFEPRIS (Comisión Federal para la Protección de Riesgos Sanitarios) para la realización de actividades relacionadas con el auto-consumo de la marihuana,  los integrantes de la primera sala coincidieron en señalar que cinco artículos de la Ley General de Salud, en particular el 235 y 247, violentan la posibilidad que tiene una persona para elegir el destino y modelo de vida que desea dentro del marco del derecho, en el entendido de que el ejercicio de ese derecho no debe perjudicar a los demás. 
Una vez que se dio el fallo en la Suprema Corte, al día siguiente el 5 de noviembre senadores del grupo parlamentario del PRD presentaron ante el senado de la república una iniciativa para la legalización de la marihuana con fines lúdicos y medicinales, esta iniciativa propone reclasificar el THC (tetrahidrocanabinol) dentro de las sustancias psicotrópicas enunciadas en el artículo 345 de la ley de salud. La iniciativa primero argumenta su uso de forma medicinal, justificando al inicio de la misma que alrededor de dos millones de personas en México padecen epilepsia o cáncer y la mayoría son niños.  Conforme a la ley de salud una persona enferma (una vez que haya agotado los recursos médicos autorizados) tiene derecho a ser tratado con otras drogas o sustancias a las que se hace mención en el artículo 345 de la Ley de Salud. La iniciativa presentada por los senadores del Grupo Parlamentario del PRD mencionan el uso de la marihuana y el derecho al libre desarrollo de la personalidad. Mencionando lo siguiente:
1. Que la marihuana es menos dañina que el alcohol
2. Tiene bajo grado de generar dependencia
3. Muestra un nivel de incidencia muy bajo en el consumo de otras drogas más riesgosas.
4. El consumo de marihuana no es factor determinante en la comisión de delitos

Con lo anterior se justifica a la marihuana para ser usada con fines lúdicos y terapéuticos. Sin embargo el Instituto para la atención y Prevención de las Adicciones opina que en caso de aprobarse la legalización de la marihuana esta dispararía su consumo entre jóvenes y adolescentes,  además de que existe evidencia de que aumenta el riesgo de que a personas con desórdenes psiquiátricos, esta sustancia aumente su predisposición a la psicosis. La legalización de la marihuana , su regulación y su consumo, será tema a debatir entre la población de dicho país.
El 29 de abril del 2017 la Cámara de Diputados de México aprobó reformar la Ley General de Salud con el objetivo de permitir en un futuro el uso de derivados del cannabis sativa con fines medicinales en este país. La Secretaría de Salud será la encargada de diseñar y ejecutar políticas públicas necesarias.

### En Estados Unidos
En Estados Unidos hay, según una ley del 2010, siete plantaciones autorizadas para producir cannabis de uso medicinal para los aproximadamente 3,700 pacientes.

### En Argentina
En  marzo de 2017 se aprobó por unanimidad la ley 27.350 que autoriza la utilización de cannabis medicinal en la República (sólo para investigación médica y científica) de la planta de cannabis y sus derivados. Aunque la ley no contempla el autocultivo y varios legisladores expresaron que la ley "nace vieja" y se debe seguir avanzando.
Esta ley regula la investigación médica y científica del uso medicinal de la planta cannabis y crea el Programa Nacional para el Estudio y la Investigación del Uso Medicinal de la Planta de Cannabis.
Los objetivos principales de la ley 27.350 son: 
- Promover medidas de concientización para la población en general.
- Establecer guías de asistencia, tratamiento y accesibilidad.
- Garantizar el acceso gratuito al aceite de cáñamo y demás derivados del cannabis a los pacientes que se inscriban en el Registro de pacientes.
- Desarrollar alternativas terapéuticas a problemas de salud que no tratan los tratamientos médicos convencionales.
- Investigar los fines terapéuticos y científicos de la planta de cannabis y sus derivados.
- Conocer los efectos secundarios del uso medicinal de la planta de cannabis y sus derivados y establecer las limitaciones para su uso.
- Fomentar la participación de pacientes y sus familiares para que aporten su experiencia, vivencias y métodos usados.
- Brindar asesoramiento, cobertura y seguimiento del tratamiento a los pacientes que participen del programa.
- Contribuir a la capacitación continua de profesionales de la salud en el uso medicinal de la planta de cannabis y sus derivados.

¨Posteriormente a la ley, la Resolución 1537-E/2017 del Ministerio de Salud de la República Argentina y la Reglamentación de la ley 27.350 dan marco legal al cannabis medicinal en ese país.
Existen en la argentina organizaciones no gubernamentales formadas por médicos diplomados en endocannabinología que, bajo el amparo de la legislación, investigan las condiciones médicas en las que se han detectado beneficios con el uso del cannabis medicinal.

### En Ecuador
El 17 de septiembre de 2019, la Asamblea Nacional del Ecuador sesionó para tratar la reforma a los artículos del COIP (Código Orgánico Integral Penal) que penalizaban el uso del cannabis en todas sus formas, así el pleno con una mayoría considerable votó a favor no solo de la despenalización, si no también de su regulación y uso para fines medicinales y terapéuticos. La reforma contempla la producción, comercialización, distribución, uso y consumo del derivado cannabidiol, para los usos anteriormente descritos.
La reforma obtuvo 83 votos a favor, 23 en contra y 23 abstenciones en un fuero parlamentario dividido casi a la mitad entre conservadores y liberales.

### En España
El 21 de junio de 2022, el Congreso de los Diputados lanzó la propuesta para legalizar la venta de cannabis medicinal en las farmacias hospitalarias. Pocos días después el informe fue aprobado por la Comisión de la Sanidad del Congreso de los Diputados, y el caso fue derivado a la Agencia Española del Medicamento y Productos Sanitarios (AEMPS), que disponía de 6 meses para “realizar los trabajos necesarios para que las citadas recomendaciones tengan encaje en la normativa y sean viables, permitiendo la disponibilidad en el mercado farmacéutico de extractos o preparados estandarizados del cannabis"